# 던개넌

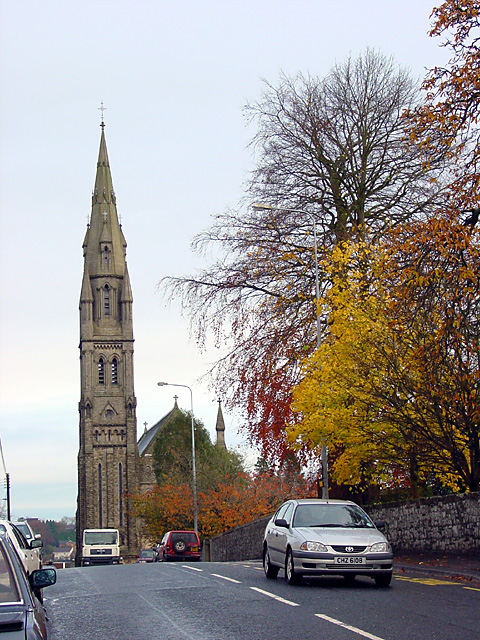
던개넌

던개넌(영어: Dungannon, 아일랜드어: Dún Geanainn)은 북아일랜드 티론주의 도시로 인구는 15,889명(2011년 기준)이다.